# Municipio de Santo Domingo Zanatepec
El municipio de Santo Domingo Zanatepec es uno de los 570 municipios que integran el estado de Oaxaca en México. Localizado en el extremo sureste del estado, en el istmo de Tehuantepec, su cabecera es la población del mismo nombre.

## Geografía
La extensión territorial de Santo Domingo Zanatepec es de 648.439 kilómetros cuadrados que equivalen a 0.69% de la totalidad de la superficie estatal, forma parte de la Región Istmo y del distrito de Juchitán. Sus coordenadas geográficas extremas son 16°17′ - 16°36′ de latitud norte y 94°7′ - 94°30′ de longitud oeste y su altitud va de 0 a 1700 metros sobre el nivel del mar.
Las colindancias del municipio corresponden al norte con el municipio de San Miguel Chimalapa, al oeste con el municipio de Santiago Niltepec y con el municipio de San Francisco Ixhuatán, al suroeste con el municipio de Reforma de Pineda y con el municipio de San Francisco del Mar; y al sur y sureste con el municipio de San Pedro Tapanatepec. Al extremo oriental el territorio municipal limita con el estado de Chiapas, sin embargo estos límites no se encuentran completamente definidos y son motivo de conflicto entre los gobiernos de Oaxaca y Chiapas, y sobre todo entre las poblaciones locales, como en la zona de Los Chimalapas; esto implica que el límite de Santo Domingo Zanatepec pueda corresponder a los municipios chiapanecos de Belisario Domínguez o de Cintalapa.

### Límites municipales
Tiene límites administrativos con los siguientes municipios o accidentes geográficos, según su ubicación:
| Noroeste: Santiago Niltepec                         | Norte: San Miguel Chimalapa | Nordeste: Cintalapa (Chiapas)  |
| Oeste: Reforma de Pineda                            |                             | Este: San Pedro Tapanatepec    |
| Suroeste: San Francisco del Mar y Reforma de Pineda | Sur: San Francisco del Mar  | Sureste: San Pedro Tapanatepec |

## Demografía
De acuerdo a los resultados del Censo de Población y Vivienda realizado en 2010 por el Instituto Nacional de Estadística y Geografía; la población total del municipio de Santo Domingo Zanatepec es de 12 483 habitantes, de los cuales 6 150 son hombres y 6 333 son mujeres.
La densidad de población asciende a un total de 17.3 personas por kilómetro cuadrado.

### Localidades
El municipio incluye en su territorio un total de 42 localidades. Las principales, considerando su población del censo de 2020 son:
| Localidad               | Población (2020) |
| ----------------------- | ---------------- |
| Santo Domingo Zanatepec | 7 900            |
| General Pascual Fuentes | 1 268            |
| Yerba Santa             | 822              |
| Huanacastal             | 740              |
| Coyotera                | 439              |
| Colonia Río Ostuta      | 319              |
| Cabresteada             | 249              |
| Total municipio         | 12 483           |

## Política
El gobierno del municipio de Santo Domingo Zanatepec es electo mediante el principio de partidos políticos, con en la gran mayoría de los municipios de México. El gobierno le corresponde al ayuntamiento, conformado por el presidente municipal, un síndico y el cabildo integrado por cinco regidores. Todos son electos mediante voto universal, directo y secreto para un periodo de tres años que pueden ser renovables para un periodo adicional inmediato.

### Representación legislativa
Para la elección de diputados locales al Congreso de Oaxaca y de diputados federales a la Cámara de Diputados federal, el municipio de Santo Domingo Zanatepec se encuentra integrado en los siguientes distritos electorales:
Local:
- Distrito electoral local de 11 de Oaxaca con cabecera en Matías Romero Avendaño.[5]

Federal:
- Distrito electoral federal 7 de Oaxaca con cabecera en Ciudad Ixtepec.[6]

## Presidentes municipales
| Nombre                      | Período     | Partido |
| --------------------------- | ----------- | ------- |
| Ramiro Nolasco Gerónimo     | 2016 - 2018 |         |
| Adelma Núñez Gerónimo       | 2019 - 2021 |         |
| Tania Isabel Escobar Rivera | 2022 - 2024 |         |
| Aurora Terroso Ramos        | 2025 - 2027 |         |